# Floating
Floating, gliding sau sliding se referă la un grup de tehnici de dans și stiluri asemănătoare poppingului, prin care se încearcă crearea iluziei că trupul dansatorului plutește lin de-a lungul pământului sau că picioarele acestuia imită mersul, în timp ce corpul se mișcă în direcții neașteptate. Este cunoscut mai ales pentru folosirea lui de către Michael Jackson în moonwalk (numit și backslide), dar deobicei este folosit în popping cu o mai variație mai largă.

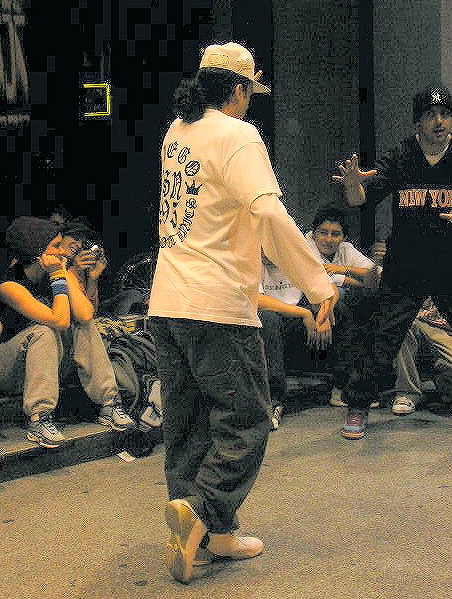
Un dansator executând un moonwalk (backslide).